# Integrin α-2
Integrin α-2 (synonym CD49b) ist ein Oberflächenprotein aus der Gruppe der Integrine.

## Eigenschaften
Integrin α-2 ist ein Zelladhäsionsmolekül. Es bildet mit Integrin beta-1 einen heterodimeren Rezeptor für Laminin, Kollagen und seine C-Propeptide, Fibronectin und E-Cadherin. Integrin α-2 bindet an die Aminosäuresequenz GlyPheHypGlyAspArg im Kollagen. Es hemmt die Aktivität des EGF-Rezeptors. Integrin α-2 ist glykosyliert. Es ist beteiligt an der Zelladhäsion von Thrombozyten und anderen Zellen an Kollagenen. Es moduliert die Genexpression von Kollagenen und Kollagenasen. Der Proteinkomplex aus Integrin α-2 und β-1 ist zudem der Rezeptor für das humane Rotavirus und humane ECHO-Viren der Typen 1 und 8.
Integrin α-2 bindet an MMP1.